# Ernst von Leyser

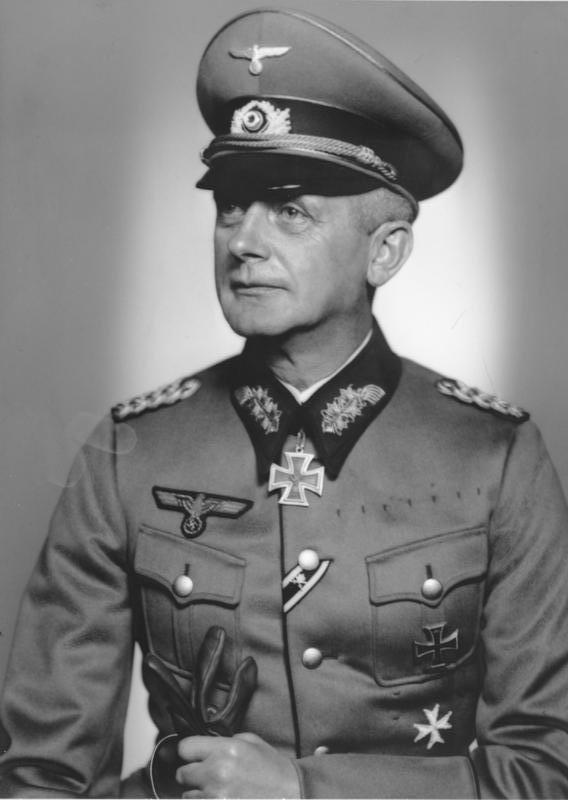
Ernst von Leyser (1941)

Ernst Ulrich Hans von Leyser (* 18. November 1889 in Steglitz bei Berlin; † 23. September 1962 in Lüneburg) war ein deutscher General der Infanterie und Kommandierender General mehrerer Korps im Zweiten Weltkrieg. Er wurde im Prozess Generäle in Südosteuropa 1948 als Kriegsverbrecher verurteilt.

## Militärische Laufbahn
Er trat am 24. März 1909 als Leutnant in die Preußische Armee ein. Bei Ausbruch des Ersten Weltkriegs war er im 1. Garde-Reserve-Infanterie-Regiment eingesetzt. Die Beförderung zum Oberleutnant erfolgte am 15. Juli 1918. Ende 1920 schied er aus der Reichswehr aus, wurde Polizeioffizier und stieg bis zum Bataillonskommandeur im Range eines Polizei-Majors (seit 29. April 1922) auf.
1935 wechselte er wieder in den Militärdienst und wurde am 16. März 1936 zum Oberstleutnant befördert. Er führte kurzfristig ein Infanterieregiment, bevor er verschiedene Panzerabwehreinheiten kommandierte. Am 1. März 1937 wurde er zum Oberst befördert. Bei Ausbruch des Zweiten Weltkriegs übernahm er das Kommando über das Infanterie-Ersatz-Regiment 6, das er kurz darauf wieder abgab, um das Infanterie-Regiment 169 zu übernehmen. Dieses führte er im Westfeldzug.
Beim Angriff auf die Sowjetunion übernahm er das Kommando über die 269. Infanterie-Division, die er in Nordrussland führte. Am 18. September 1941 erhielt er das Ritterkreuz des Eisernen Kreuzes. Mit seiner Beförderung zum Generalleutnant am 1. Oktober 1942 übernahm er die Führung des XXVI. Armeekorps vor Leningrad (siehe auch Leningrader Blockade), welches er bis Oktober 1943 führte. Am 1. Dezember 1942 erfolgte die Beförderung zum General der Infanterie.
Anschließend führte er das XV. Armeekorps. Am 14. April 1943 wurde Leyser mit dem Deutschen Kreuz in Gold ausgezeichnet. Später führte er das XXI. Gebirgskorps in Kroatien, bis er am 29. April 1945 sein Kommando abgab.

Im Winter 1943/44 geriet Leyser in eine Meinungsverschiedenheit mit seinem Vorgesetzten Lothar Rendulic, dem Befehlshaber der 2. Panzerarmee, über die Vorgehensweise der Wehrmacht in Jugoslawien. Leyser beklagte, dass die von der Wehrmacht gesicherten Gebiete schnell wieder in die Hand der Volksbefreiungsarmee fielen und bewarb stattdessen die dauerhafte Besetzung einzelner Landstriche, um dort Hochburgen für die Besatzungsmacht zu schaffen und diese Hochburgen stückweise auszubauen. Leyser reichte am 24. Dezember eine kurze und am 28. Dezember eine lange Denkschrift ein, in der er das Konzept erläuterte. Rendulic lehnte Leysers Vorschlag in einer Antwort am 21. Februar ab.

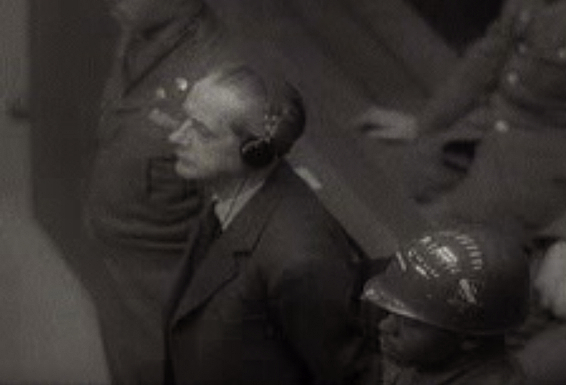
Leyser 1948 bei seiner Verurteilung

Bei Kriegsende kam er in amerikanische Kriegsgefangenschaft. Im Nürnberger Geiselmord-Prozess wurde er 1947/48 wegen Kriegsverbrechen angeklagt und zu zehn Jahren Haft verurteilt. Dies betraf unter anderem die Ermordung von sowjetischen Kriegsgefangenen nach dem Kommissarbefehl durch die ihm unterstellte 269. Infanteriedivision, völkerrechtswidrige Hinrichtungen (Geiselerschießungen) und Deportationen zur Zwangsarbeit (siehe auch Verbrechen der Wehrmacht in Jugoslawien). Sein Verteidiger war Edmund Tipp. Am 3. Februar 1951 wurde er vorzeitig aus der Haft entlassen.

## Familie
Er war ein Sohn des preußischen Generalleutnants Hans von Leyser und der Emilie von Wurmb. Ernst von Leyser heiratete 1927 in Hamburg Clara Gleisner, sie hatten einen Sohn Hans-Polycarp von Leyser, geboren 1928.
Sein nächst jüngerer Bruder starb früh als Infanterie-Leutnant, zugeteilt der Fliegertruppe, 1917. Der Bruder Fritz wurde Stabsoffizier. Seine Schwester Margarete war mit dem späteren SS-General Walter Schmitt verheiratet.